# Vladimir Safronov
Vladimir Konstantinovič Safronov (in russo Владимир Константинович Сафронов?; Ulan-Udė, 29 dicembre 1934 – 26 dicembre 1979) è stato un pugile sovietico che ha vinto la medaglia d'oro alle Olimpiadi di Melbourne 1956 nei pesi piuma.

## Palmarès

### Olimpiadi
- 1 medaglia:
  - 1 oro (Melbourne 1956 nei pesi piuma)

### Europei dilettanti
- 1 medaglia:
  - 1 bronzo (Praga 1957 nei pesi piuma)